# يوشياكي كاماي
يوشياكي كاماي (باليابانية: 駒井 善成) (6 يونيو 1992 في كيوتو في اليابان – )؛ هو لاعب كرة قدم ياباني سابق كان يلعب كلاعب وسط.

## وصلات خارجية
- يوشياكي كاماي على موقع الاتحاد الدولي (مؤرشف)  (الإنجليزية)
- يوشياكي كاماي على موقع رابطة كرة القدم اليابانية للمحترفين (اليابانية)
- يوشياكي كاماي على موقع قاعدة بيانات كرة القدم.إي يو (الإنجليزية)
- يوشياكي كاماي على موقع Soccerway.com (الإنجليزية)
- يوشياكي كاماي على موقع عالم كرة القدم.نت (الإنجليزية)
- يوشياكي كاماي على موقع كووورة